# Christian Reithmann
Christian Reithmann (Sankt Jakob in Haus, 9 febbraio 1818 – Monaco di Baviera, 1º luglio 1909) è stato un orologiaio, ingegnere e inventore tedesco, considerato l'inventore del motore a quattro tempi e lo sviluppò tre anni prima di Nicolaus Otto negli anni 1872-1873 e vincendo una causa nella disputa sui brevetti contro di lui, ma in seguito gli lasciò il brevetto e l'invenzione dopo aver raggiunto un accordo in denaro.
Ha inoltre creato uno strumento per suonare le campane installato nel palazzo comunale di Monaco di Baviera.